# 15e division SS (lettone no 1)
La 15e division SS (lettone no 1) ou la division « Lettland » (dernière appellation allemande : la 15. Waffen-Grenadier-Division der SS (lettische Nr. 1) ; soit en traduction littérale : « 15e division d'infanterie de la SS (lettone no 1) ») est l'une des 38 divisions de la Waffen-SS durant la Seconde Guerre mondiale.
Elle a été essentiellement composée de volontaires lettons et a constitué la Légion lettone, avec sa sœur la « 19e division SS (lettone no 2) ».

## Création et différentes dénominations

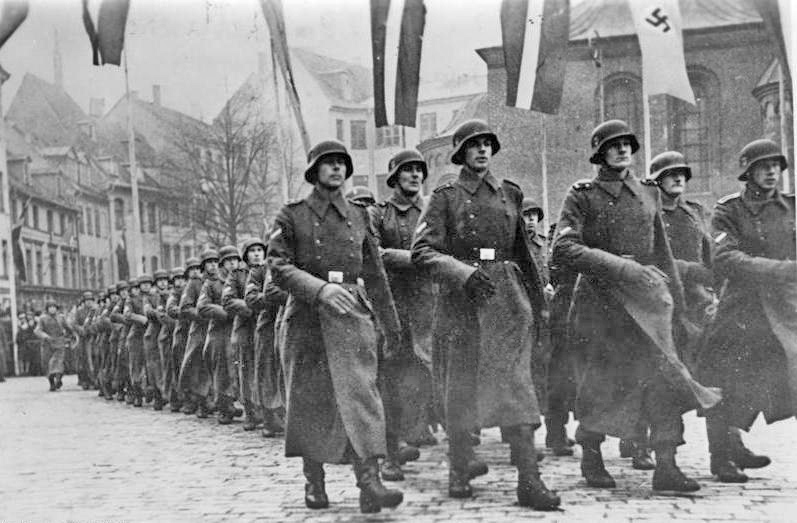
La SS défile dans Riga avant de partir pour le front de l'Est (décembre 1943).

Les dates les plus significatives pour cette division sont les suivantes :
- février 1943 : création de la Lettische SS-Freiwiligen Division ;
- octobre 1943 : elle devient la 15. Lettische SS-Freiwiligen Division ;
- juin 1944 : elle reçoit le renfort de la 6e brigade de SS lettons ; elle devient alors la 15. Waffen-Grenadier-Division der SS (lettische Nr. 1).

Son emblème est composé de la lettre « L » accompagnée du chiffre « 1 » écrit en chiffre romain.
Son effectif maximumm atteint 15 192 hommes.
Elle évolue sur le terrains d’opérations de Narva avec le III. SS-PZKorps de Steiner. Elle participe ensuite à la retraite de Courlande vers la Poméranie et est anéantie dans la région de Dantzig. Seul un simple groupe de combat rejoint la division SS Nordland dans Berlin et continue le combat même après la mort de Hitler au sein d’un groupe de choc, afin de gagner le pont de Pichelsdorff tenu par les HJ afin de gagner les lignes anglo-saxonnes. L’attaque est un échec et se solde par la mort de presque tous les volontaires lettons.

## Origines
Le 15 février 1943, le quartier général du commandement SS donna l'ordre d'enrôler une division SS de volontaires lettons dans la légion SS des volontaires lettons (Légion lettone) en choisissant le 25 février comme date du début de l'enrôlement. Le 26 février s'ensuit l'ordre détaillé de la création de la nouvelle formation. La division créée par cet ordre est désignée comme la 15e division des volontaires SS lettons. Elle est ensuite dénommée 15e division de la Waffen SS), bien qu'à l'origine la dénomination officielle de cette division ne comprenne pas de nombre ordinal et qu'il est probable que ce nombre était seulement utilisé de manière non officielle. Dans les faits, la formation de la division n'est initiée qu'à partir du 23 mars.
La formation et l'entraînement de la division sont contrôlés par le quartier général de formation, sous le commandement du SS-Brigadeführer und Generalmajor Peter Hansen. Le 24 mai 1943, un ordre de Himmler nomme le général von Pückler-Burghauss commandant de division.
Le SS-Standartenführer Artūrs Sigailis est promu SS-Oberführer (et dirige les unités d'infanterie de la division) sur ordre de Hansen le 19 mars.
Du 22 octobre 1943 à juin 1944, la 15e division des volontaires SS lettons est sur le front, désignée comme « 15e division d'infanterie de la SS (lettone no 1) » ; en allemand la « 15. Waffen-Grenadier-Division der SS (lettische Nr. 1) ».

## Commandants
Les commandement successifs sont attribués comme suit :
- février 1943 : SS-Brigadeführer Peter Hansen (de) ;
- mai 1943 : SS-Gruppenführer Carl Graf von Pückler Burghauss ;
- février 1944 : SS-Brigadeführer Nikolas Heilman ;
- juillet 1944 : SS-Brigadeführer Herbert von Obwurzer ;
- janvier 1945 : SS-Oberführer Arthur Ax ;
- février 1945 : SS-Oberführer Karl Burk.

## Ordre de bataille
| Unité                                   | Formation! Commandant                      | Notes                         | |
| --------------------------------------- | ------------------------------------------ | ----------------------------- | --- |
| 32e (3e) régiment letton d'infanterie 2 | 3 mai 1943, à Paplaka                      | Colonel Arvids Krīpēns        | La dénomination initiale du régiment était "Régiment des volontaires SS et d'instruction de Paplaka" (SS Freiwilligen und Ausbildungs Regiment Paplaken). |
| 33e (4e) régiment letton d'infanterie   | 26 juin 1943 à Vaiņode                     | Colonel Vilis Janums (en)     | La formation du premier bataillon de ce régiment fut initiée le 19 novembre, mais celle du deuxième le 17 novembre.                                       |
| 34e (5e) régiment letton d'infanterie   | 12 juillet 1943, à Cēsis                   | Colonel Augusts Apsītis-Apse  | |
| 15e (1er) régiment d'artillerie         | fin avril 1943, à Jelgava                  | Colonel Voldemārs Skaistlauks | |
| 15e bataillon de reconnaissance         | 12 novembre 1943, à Ventspils              | Capitaine Pēteris Lapainis    | |
| 15e bataillon du génie                  | fin août 1943, à Ventspils                 | Capitaine Arturs Kļaviņš      | |
| 15e bataillon antichar                  | 16 juin 1943, à Grobiņa et à Liepāja       | Capitaine Leonhards Trēziņš   | |
| 15e division antiaérienne               | première moitié de juillet 1943, à Lilaste | Capitaine Arturs Bergs        | |
| 15e bataillon de liaison                | 1er août 1943, à Tukums et ses environs    | Capitaine Pēteris Ziebergs    | |
| 15e bataillon d'approvisionnement       | fin novembre 1943, à Paplaka               | Major Valdemārs Šmits         | |

Lors la constitution de la division, le 31 décembre 1943, il y a un effectif total de 15 192 hommes, comprenant 471 officiers, 1 330 instructeurs et 13 391 soldats. Le 30 juin 1944 on décompte 18 413 hommes, soit respectivement 541 officiers, 2 322 instructeurs et 15 550 soldats.

## Théâtres d'opération
En novembre 1943, la division est envoyée au front. La première unité autorisée au front le 12 novembre est le 34e (5e) régiment. Plusieurs unités envoyées au front étaient incomplètes (jusqu'à 25 % d'effectifs manquant) ; les régiments comptaient seulement deux bataillons.